# كارلوس لونجو
كارلوس لونجو (بالإسبانية: Carlos Longo)‏ هو لاعب كرة الريشة إسباني، ولد في 5 فبراير 1982 في ولبة في إسبانيا.

## وصلات خارجية
- كارلوس لونجو على موقع BWF.tournamentsoftware.com (الإنجليزية)
- كارلوس لونجو على موقع BWFbadminton.com (الإنجليزية)